# 布朗丹
布朗丹（法語：Blandin，法語發音：[blɑ̃dɛ̃]）是法国伊泽尔省的一个市镇，位于该省中部偏西北，属于拉图尔迪潘区。

## 地理
布朗丹（45°28'11"N, 5°26'53"E）面积4.26 平方千米，位于法国奥弗涅-罗讷-阿尔卑斯大区伊泽尔省，该省份为法国东南部内陆省份，北起顺时针与安省、萨瓦省、上阿尔卑斯省、德龙省、阿尔代什省、卢瓦尔省和罗讷省。
与布朗丹接壤的市镇（或旧市镇、城区）包括：沙邦、杜瓦桑、蒙特勒韦、瓦勒德维里约。

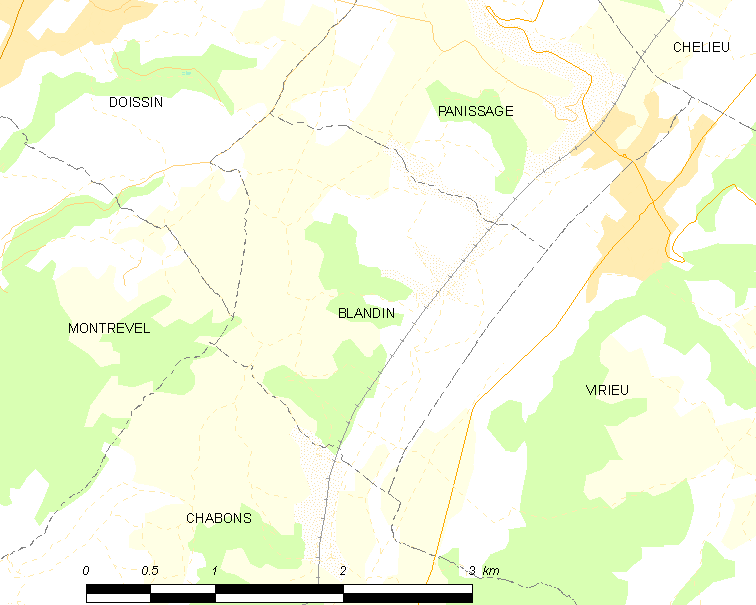
布朗丹的OSM定位图

布朗丹的时区为UTC+01:00、UTC+02:00（夏令时）。

## 行政
布朗丹的邮政编码为38730，INSEE市镇编码为38047。

## 政治
布朗丹所属的省级选区为大朗斯县。

## 人口

1962-2008年间布朗丹人口变化图示

布朗丹于2022年1月1日时的人口数量为156人。